# Pedro Alejandro Pina
Pedro Alejandrino Pina García (Santo Domingo, 20 de noviembre de 1820 – Las Matas de Farfán, 24 de agosto de 1870) fue un político y militar dominicano considerado como uno de los próceres de la independencia dominicana. Fue el cofundador de la Sociedad Secreta La Trinitaria y primo hermano del padre de la historia dominicana Jose Gabriel García y de la activista dominicana Concepción Bona.

## Biografía

Busto de Pedro Alejandrino Pina en el Parque Independencia de Santo Domingo

Pedro Alejandrino Pina nació el 20 de noviembre de 1820 en Santo Domingo.  Tras licenciarse de derecho, se unió a la Sociedad La Trinitaria, siendo uno de los primeros personajes que se unieron a ella tras su fundación en 1838, y que pretendía la separación de la República Dominicana de Haití.
Durante su estancia en La Trinitaria, Pedro Alejandro Pina usó el teatro como un medio en el que podía exponer e influir sobre sus ideas al pueblo dominicano. Así, las obras que elegía para que se representasen en el teatro contaban historias similares a la situación que vivía el país en esos momentos y a los objetivos de los trinitarios. Algunas de estas obras fueron “Roma Libre” de Alfieri y “La Viuda de Padilla” escritas por Francisco Martínez de la Rosa y "Un día del año 1823 en Cádiz de Eugenio de Ochoa".
Los trinitarios decidieron participar en la revolución de Prasline, cuyo objetivo fue el de derrocar al gobierno Jean Pierre Boyer. Así, el 24 de marzo de 1843, Pina y otros trinitarios impulsaron una revuelta popular contra las políticas de Boyer en la plazuela del Carmen, pidiendo Reformas.
Sin embargo, para impedir la revolución independentista de los trinitarios, el nuevo gobierno de la isla, liderado por Charles Herard,  persiguió a Pina y lo obligó a marchar al extranjero, junto a Juan Pablo Duarte y Juan Isidro Pérez, teniendo que viajar hacia allí de forma clandestina. Así, Pina se estableció en Curazao, pero su estancia en la isla duró menos de un año, pues el 27 de febrero de 1844 le llegaron las noticias de la proclamación de la independencia que se había ejecutado en la República Dominicana, lo que lo empujó a regresar allí, junto a sus compañeros Duarte y Pérez.
Tras volver a la República Dominicana, se unió a la Junta Central Gubernativa. Luchó al lado de Duarte y de otros independentistas contra la entrega de Samaná a Francia y colaboró en el motín militar del 9 de junio, un motín militar que falló y cuyo objetivo fue el de expulsar del gobierno a los miembros que rechazaban la independencia dominicana y querían convertir a la República Dominicana en colonia francesa, basándose en el plan Levasseur. Además, Pina y los trinitarios querían convertir a Duarte en el presidente del país.
Todo esto provocó que Pedro Santana  disolviera la Junta Central Gubernativa, con ayuda militar, y se nombrase a sí mismo como jefe supremo de la República Dominicana. Considerado como uno de los traidores a la patria por parte de Santana, Pina fue forzado a emigrar nuevamente al extranjero, junto a Duarte y otros compañeros.
Sin embargo, la amnistía que decretó el nuevo presidente Manuel Jimenes le permitió regresar en 1848. Así, volvió al gobierno dominicano y, con el adquirido título de coronel del ejército, fue incorporado a la Secretaría del Ministerio de Guerra y Marina.
Al volver los españolistas al gobierno dominicano, Pina regresó a Venezuela, donde ya vivían muchos dominicanos exiliados, pero la reincorporación de su país a España en 1861 lo hizo volver a la República Dominicana, aunque a través de la frontera dominico-haitiana, junto al también prócer de la independencia dominicana Francisco del Rosario Sánchez. Tras llegar a El Cercado junto a Sánchez, estuvo a punto de ser víctima de Ios intereses antinacionales cuando el militar dominicano -también prócer de la independencia- Timoteo Ogando lo rescató llevándolo a Haití, para volver de nuevo a Venezuela.
En 1865, cuando la República Dominicana se re-independizó de España, regresó al país, incorporándose al gobierno de José María Cabral. Durante su estancia en el gobierno de Cabral ocupó diversos puestos en la administración: Así, fue diputado de la Asamblea Nacional Constituyente, gobernador de la provincia de Santo Domingo, ministro del Ministerio de Interior y Policía y, tras disolverse la Junta Constituyente, ejerció la dirección de la Suprema Corte de Justicia, siendo inactivo políticamente. En 1866 participó en el movimiento revolucionario de Santiago de los Caballeros. En 1869, Pina y Cabral comenzaron a luchar en el sur contra la incorporación del país a Estados Unidos, como quería Buenaventura Báez. Esta lucha por parte de Pina no terminaría hasta 1870 cuando, el 24 de agosto de ese año falleció en Las Matas de Farfán.

## Vida personal
Pedro Alejandro Pina tuvo, al menos ocho hijos entre ellos Juan Pablo Pina Rozón (1842-1912), quien fue general durante las guerras de Restauración dominicana, también procreó a Mercedes Pina Echevarría, quien se casó con el también prócer de la independencia dominicana en la Guerra de la Restauración, Braulio Álvarez Castillo.